# Новомосковський адміністративний округ
Новомосковський адміністративний округ (рос. Новомосковский административный округ) — адміністративний округ Москви, утворений 1 липня 2012 року в результаті реалізації проекту розширення території міста.
До Новомосковського адміністративного округу згідно з розпорядженням мера Москви увійшли такі райони:
- Внуково
- Філімонківський
- Коммунарка
- Щербинка